# منتخب إسكتلندا لكرة الطائرة للرجال
منتخب اسكتلندا الوطني لكرة الطائرة للرجال هو ممثل اسكتلندا الرسمي في المنافسات الدولية في كرة طائرة .